# Postřikovač

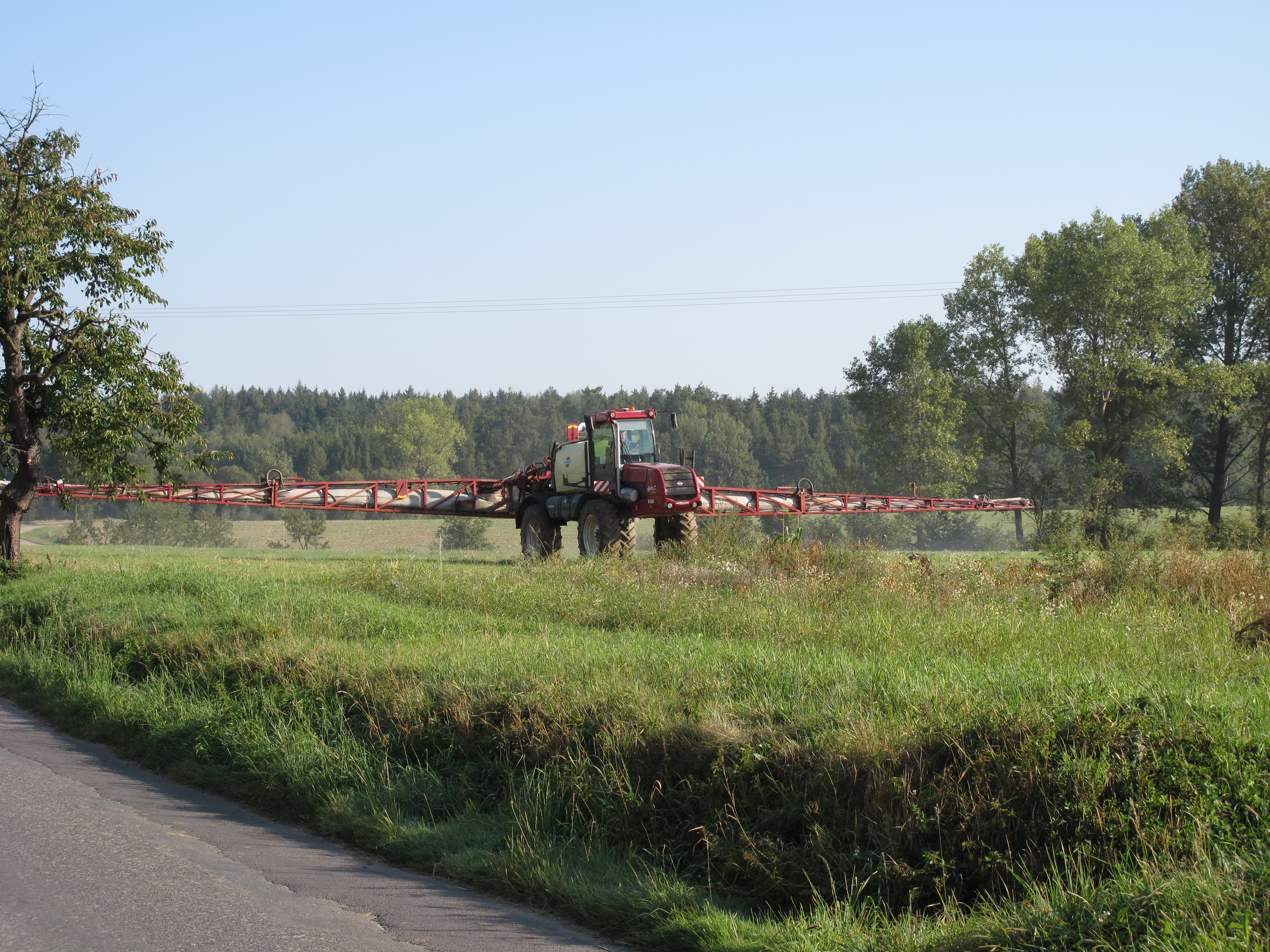
Samochodný (samojízdný) postřikovač na poli

Postřikovač je zařízení určené k rozprašování kapaliny. V zahradnictví či zemědělství se využívá k rozprašování směsí vody s pesticidními či biologickými přípravky při ochraně rostlin, stromů nebo plodin.V průmyslu se používá na rozprašování vody či chemických prostředků.

## Dělení postřikovačů
- Ruční postřikovače - mají kapacitou pouze několik litrů a jsou určeny do domácností a pro postřik jednotlivých částí rostlin.
- Zádové postřikovače - jsou určeny pro skleníky či zahrady. Většinou se nosí na zádech a pomocí motorového nebo ručního pohonu se pomocí hadice s tryskou přípravek aplikuje na rostliny a stromy. Zahradní postřikovače jsou široce používány v zahradách a sadech na ochranu rostlin. V zemědělství jsou používány pro selektivní ošetření malých ploch nebo ve speciálních kulturách.
- Zádové rosiče - rosiče poháněné spalovacím motorem. Malé čerpadlo tlačí postřik do trysky před ústím trubice, ve které je i ovladač celého stroje. Ventilátor hnaný motorem vytváří proud vzduchu, do něhož je vstřikována kapalina. Výsledkem je mlha dopadající na rostliny.
- Polní postřikovače jsou zemědělské stroje určené k rovnoměrné aplikaci prostředků na ochranu rostliny nebo jejich přihnojování. Postřik ředěný vodou je aplikován z nádrže pomocí trysek, které jsou umístěny na ramenech postřikovače. Zemědělské postřikovače dělíme na nesené, tažené, samochodné a rosiče pro speciální kultury.
- Nesené postřikovače - jsou montovány na tažné zařízení (většinou traktor), mají nádrž do 1000 l a ramena do 15 m. Využívají je především drobní farmáři a zemědělci. Základními částmi těchto postřikovačů je nádrž, nádrž na čistou vodu, rozvod postřiku a ramena.
- Tažené postřikovače - jsou tažené jako přívěs za traktorem. Obsah nádrže mají od 1500 l. Největší  postřikovače mají objem i přes 6000 l. Šířka ramen u těchto strojů je 18 - 54 m. Základními části postřikovače jsou nádrž, čerpadlo, vedení postřiku, ramena.
- Samojízdné postřikovače - postřikovače s vlastním pohonem s nádrží až několik desítek tisíc litrů. Tyto postřikovače ke svému fungování nepotřebují žádný další tažný stroj. Světlá výška samojízdných postřikovačů je větší než u ostatních a proto mohou bez problémů postřikovat i vzrostlé rostliny, bez rizika jejich poškození.
- Rosiče - jsou postřikovače určené pro speciální kultury

## Části postřikovače
- Hlavní nádrž - pro rovnoměrné naředění kapaliny v nádrži se používá míchání v nádrži. Vlnolamy v nádrži zabraňují náhlému přelévání tekutiny při prudké změně rychlosti a zvětšují stabilitu stroje. Moderní nádrže již mají trysky pro vyčištění vnitřku nádrže od zbytků postřiku.
- Nádrž na čistou vodu - zásobník pro ředění postřiku a zároveň voda na omytí obsluhy postřikovače.
- Ekomixer - externí nádrž přes kterou se provádí nalévání/násyp postřiku do hlavní nádrže.
- Počítače / terminály - používají se pro řízení tlaku kapaliny v postřikovači v závislosti na rychlosti jízdy. Ovládají skládání/rozkládání ramen, vypínání jednotlivých sekcí na ramenech atd.

## Doplňkové vybavení
- Trysky - dělí se podle použití. Standardní, nízkoúletové, na kapalná hnojiva. Trysky na ramenech postřikovače jsou děleny na jednotlivé sekce, tak aby bylo možné jednotlivé sekce vypnout.
- Držáky trysek - existují jednoduché, trojité i kvatra, které umožňují přepínání typu postřiku bez nutnosti výměny trysek.
- Navigace - na zemědělských strojích určuje přesnou polohu postřikovače a spolu s terminálem umí určit již postříkanou plochu, a plochu na kterou je třeba aplikovat postřik. Využívá se s automatickým vypínáním sekcí.
- Podpora vzduchu - systémy podpory vzduchu snižují nežádoucí úlet postřiku. Postřikovače jsou vybaveny ventilátory a vzduch je přiváděn k tryskám rukávcem po celé šíři ramen. Ven z rukávce se dostává kolmo dolů a tím směřuje kapky lépe do porostu. S takovýmto postřikovačem lze aplikovat postřik až do rychlosti větru 9 m/s.